# Katharina Muff
 (août 2022).
La mise en forme du texte ne suit pas les recommandations de Wikipédia : il faut le « wikifier ».
Les points d'amélioration suivants sont les cas les plus fréquents. Le détail des points à revoir est peut-être précisé sur la page de discussion.
- Les titres sont pré-formatés par le logiciel. Ils ne sont ni en capitales, ni en gras.
- Le texte ne doit pas être écrit en capitales (les noms de famille non plus), ni en gras, ni en italique, ni en « petit »…
- Le gras n'est utilisé que pour surligner le titre de l'article dans l'introduction, une seule fois.
- L'italique est rarement utilisé : mots en langue étrangère, titres d'œuvres, noms de bateaux, etc.
- Les citations ne sont pas en italique mais en corps de texte normal. Elles sont entourées par des guillemets français : « et ».
- Les listes à puces sont à éviter, des paragraphes rédigés étant largement préférés. Les tableaux sont à réserver à la présentation de données structurées (résultats, etc.).
- Les appels de note de bas de page (petits chiffres en exposant, introduits par l'outil «  Source ») sont à placer entre la fin de phrase et le point final[comme ça].
- Les liens internes (vers d'autres articles de Wikipédia) sont à choisir avec parcimonie. Créez des liens vers des articles approfondissant le sujet. Les termes génériques sans rapport avec le sujet sont à éviter, ainsi que les répétitions de liens vers un même terme.
- Les liens externes sont à placer uniquement dans une section « Liens externes », à la fin de l'article. Ces liens sont à choisir avec parcimonie suivant les règles définies. Si un lien sert de source à l'article, son insertion dans le texte est à faire par les notes de bas de page.
- La présentation des références doit suivre les conventions bibliographiques. Il est recommandé d'utiliser les modèles {{Ouvrage}}, {{Chapitre}}, {{Article}}, {{Lien web}} et/ou {{Bibliographie}}. Le mode d'édition visuel peut mettre en forme automatiquement les références.
- Insérer une infobox (cadre d'informations à droite) n'est pas obligatoire pour parachever la mise en page.

Pour une aide détaillée, merci de consulter Aide:Wikification.
Si vous pensez que ces points ont été résolus, vous pouvez retirer ce bandeau et améliorer la mise en forme d'un autre article.
Katharina Muff-Arenz, née le 17 mars 1868 à Altbüron (canton de Lucerne) et morte le 14 novembre 1951 à Olten (canton de Soleure), est une social-démocrate suisse et militante des droits des femmes.

## Biographie

### Jeunesse dans la campagne lucernoise
Fille de petit paysan, Katharina Muff naît à Altbüron, dans l'arrière-pays de Lucerne. Elle est l'aînée de treize frères et sœurs, mais seuls six survivent aux premières années de leur vie. Pour des raisons économiques, elle n'est autorisée à fréquenter l'école que pendant quatre ans et demi. Dès l'âge de douze ans, elle travaille pendant un an comme nounou pour un fermier à Fischbach, puis comme "bonne" à Wauwil, où elle doit participer à l'extraction de la tourbe. Plus tard, elle travaille comme domestique à Fischbach et Reichental (appartenant aujourd'hui à la commune Reiden ). Cette jeunesse difficile et démunie est formatrice pour son travail politique ultérieur.

### Installation à Olten et commerce de graines
À l'âge de 21 ans, elle s'installe dans le canton de Soleure, où elle travaille comme serveuse au Château de Frobourg au-dessus d'Olten. Elle y rencontre son premier mari, le jardinier Heinrich Arenz de Bonn. Le couple se marie en septembre 1890. Ils emménagent dans une maison à Olten et dirigent leur propre pépinière à Kleinholz, près d'Olten. Katharina devient rapidement une marchande de graines recherchée sur les marchés locaux. Le couple, alors sans enfant, adopte une fille. À l'âge de 53 ans, Katharina devient veuve et se remarie. Elle continue également à diriger son entreprise de semences aux côtés de son deuxième mari, le serrurier Jakob Muff. 

### Fin de vie
Son mari prend soin d'elle lorsque les premiers signes de maladie apparaissent et qu'elle a du mal à marcher. Cependant, après 27 ans de mariage, Katharina redevient veuve lorsque Jakob meurt d'une pneumonie. Katharina ayant du mal à supporter une aide extérieure dans sa propre maison, sa fille adoptive - elle-même devenue veuve - retourne à Olten avec les deux plus jeunes de ses quatre enfants et s'occupe de sa mère pendant les dernières années de sa vie.

## Engagement politique
En plus de son travail, Katharina Muff étudie en autodidacte le socialisme et le marxisme. Dans la Suisse de la fin du XIXe, elle voit beaucoup de pauvreté et de misère parmi la population active. Elle croit fermement que cette situation peut être améliorée uniquement par la voie du socialisme. En 1911, elle est la cofondatrice du « Groupe des femmes socialistes d'Olten ». En 1923, elle fonde la "Ligue des femmes prolétariennes du canton de Soleure", dont elle est présidente jusqu'en 1930.
De 1930 à 1939, elle est présidente de la section cantonale des femmes socialistes. De 1927 à 1937, elle est membre du comité central des Femmes socialistes suisses. Elle publie régulièrement dans les revues féministes "Die Vorkampferin" et "Die Frau in Leben und Arbeit" ainsi que dans le journal " Das Volk ". Elle donne aussi des conférences et des discours.
Katharina Muff est considérée comme la figure soleuroise la plus marquante du mouvement pour l'égalité politique et sociale entre hommes et femmes de son époque. 